# Aéroport international El Catey
L'aéroport international El Catey (code IATA : AZS • code OACI : MDCY) est un aéroport desservant la ville de Santa Bárbara de Samaná, en République dominicaine, ouvert le 3 novembre 2006.

## Situation
| Barahona Constanza La Romana Pedernales Monte Cristi Punta · Cana Samaná · A. Barril Samaná · El Catey Puerto Plata Santiago Saint-D. · Las Américas Saint-D. · La Isabela |

## Statistiques
Le graphique qui aurait dû être présenté ici ne peut pas être affiché car il utilise l'ancienne extension Graph, désactivée pour des questions de sécurité. Des indications pour créer un nouveau graphique avec la nouvelle extension Chart sont disponibles ici.

Voir la requête brute et les sources sur Wikidata.

## Compagnies et destinations
| Compagnies       | Destinations                                                                                             |
| ---------------- | --- |
| Air Canada Rouge | Montréal (P.-E.-Trudeau), Toronto (Pearson)                                                              |
| Air Transat      | Montréal (P.-E.-Trudeau) En saison : Ottawa (Macdonald-Cartier), Québec (Jean-Lesage), Toronto (Pearson) |
| Condor           | En saison : Francfort                                                                                    |
| Eurowings        | En saison Charter : Düsseldorf                                                                           |
| Wamos Air        | En saison : Madrid-Barajas                                                                               |
| WestJet          | Toronto (Pearson)                                                                                        |

Édité le 19/06/2020